# Fritz Szepan
Fritz Szepan (Gelsenkirchen,  2 september 1907 – aldaar, 14 december 1974) was een Duitse voetballer. Hij was een van de succesvolste voetballers van zijn tijd, werd zes keer kampioen met Schalke 04 en nam deel aan twee WK's.

## Biografie

### Clubcarrière
Szepan's vader was afkomstig uit de regio Neidenburg in Oost-Pruisen en verhuisde naar het Ruhrgebied om te werken in de mijnbouw. Hij begon te voetballen bij Schalke 04, waar ook zijn vriend Ernst Kuzorra speelde. Later zou hij met Ernst zuster Elise trouwen. Destijds was Schalke nog geen topclub en speelde niet eens in de hoogste klasse van de regionale competitie. In 1926 kon de club promotie afdwingen en als promovendus ook de titel veroveren. Via de eindronde kon de club dat jaar zelfs al aan de nationale eindronde deelnemen, waar de club verloor van SV 1860 München. Ook in 1928 plaatste de club zich voor de eindronde en verloor nu van HSV in de eerste ronde. In 1929 kon Schalke voor het eerst winnen, van SC Wacker Leipzig, maar werd dan verslagen door Hertha BSC. In 1930 verloren ze opnieuw in de tweede rond, nu van 1. FC Nürnberg. Na een jaar onderbreking plaatste de club zich in 1932 opnieuw voor de eindronde en bereikte voor het eerst de halve finale, waar ze van Eintracht Frankfurt verloren. Een jaar later stond hij met Schalke voor het eerst in de finale, maar verloor deze met 3-0 van Fortuna Düsseldorf.
Na dit seizoen werd de competitie geherstructureerd. De Gauliga Westfalen werd ingevoerd als nieuwe hoogste klasse en Schalke zou deze elk jaar winnen. De club bereikte opnieuw de finale om de landstitel, tegen Nürnberg. De Zuid-Duitsers kwamen voor maar Szepan maakte de gelijkmaker en kort voor affluiten maakte zijn schoonbroer Kuzorra de winnende treffer waardoor Schalke voor het eerst kampioen werd. Het volgende jaar verlengde Schalke de titel en hoewel er tien doelpunten vielen kon Szepan er dit jaar geen maken.
Na een derde plaats in 1936 speelde de club in 1937 opnieuw de finale tegen Nürnberg, die ze met 2-0 wonnen. In 1938 verloor Schalke de titel tegen Hannover 96. De eerste wedstrijd bleef na verlengingen onbeslist waardoor er een replay kwam. In deze wedstrijd scoorde hij in de 71ste minuut de 2-3, maar Hannover kwam nog langszij en kon in de verlenging via Erich Meng de titel binnen halen. In 1939 werd de club autoritair kampioen. SK Admira Wien kreeg negen goals om de oren, waarvan vijf van Ernst Kalwitzki, Szepan scoorde  de 9-0. Na nog een titel in 1940 verloren ze in 1941 van SK Rapid Wien. In 1942 speelden ze de finale tegen First Vienna FC 1894, waar hij in de 42ste minuut de 2-0 eindstand vastlegde. Met acht finales op negen jaren maakte hij deel uit van het gouden tijdperk van Schalke. Geen enkele speler scoorde vaker in de eindrondewedstrijden dan Szepan.
Na de oorlog speelde hij nog tot 1949 voor de club en stopte wegens knieproblemen en rugpijn. Hij nam officieel afscheid op 12 november 1950 samen met Kuzorra in een galawedstrijd tegen Atlético Mineiro.

### Interlandcarrière
Tussen 1929 en 1939 speelde hij 34 wedstrijden voor de nationale ploeg en scoorde acht keer. Op 20 oktober 1929 maakte hij zijn debuut tegen Finland. De Duitsers wonnen met 4-0 en hij kon één keer scoren. Hij werd echter pas vanaf 1934 een vaste waarde en werd kort voor het WK in Italië. De Mannschaft verloor in de halve finale van Tsjecho-Slowakije en veroverde in de troostfinale tegen Oostenrijk nog de derde plaats. Op 16 mei 1937 maakte hij deel uit van het team dat met 8-0 won van Denemarken en de geschiedenis zou ingaan als de Breslau-Elf. In de 78ste minuut scoorde hij de 8-0. Duitsland was dan ook een favoriet voor het Wk in Frankrijk in 1938, maar door de Anschluss was er grote druk om ook spelers uit Oostenrijk op te stellen. De spelers waren niet op elkaar ingespeeld en de ploeg werd in de eerste ronde uitgeschakeld. Ook 22 oktober 1939 speelde hij zijn laatste interland tegen Bulgarije.

### Latere leven
Na zijn spelerscarrière werd hij trainer van Schalke en in 1954 van Rot-Weisse Essen, waarmee hij een jaar later de landstitel veroverde. In de jaren zestig was hij nog enige tijd voorzitter van Schalke. Hij overleed na een lang ziekbed op 67-jarige leeftijd. 